# 天青色
天青色，是藍色的一種，為一種明亮的淺藍色。顏色接近於在晴天時天空的顏色，因此得名。

## 名稱與起源
宋代汝窑，以使用天青釉聞名，其釉色名稱來自於「雨過天青雲破處」的詩句。